# Ангстрем, Андерс Йонас
А́ндерс Йо́нас А́нгстрем (Юнас Онгстрём; швед. Anders Jonas Ångström; 13 августа 1814, Лёгдё, Вестерноррланд — 21 июня 1874, Уппсала) — шведский учёный-астрофизик, один из основателей спектрального анализа.

## Биография
В 1839 году окончил университет в Уппсале, с 1858 года — профессор, заведующий кафедрой физики, в 1870—1871 годах — ректор Уппсальского университета. С 1843 года работал также в Уппсальской обсерватории.
В 1862 году обнаружил наличие водорода на Солнце. Основным трудом учёного является «Исследование солнечного спектра» (1868) — атлас, представивший измерения 1000 спектральных линий с разрешением в одну десятимиллионную часть миллиметра (10−10 м — величину, которая впоследствии была принята в качестве единицы измерения длины, получившей название «ангстрем»). Впервые исследовал спектр северного сияния. Также изучал теплопроводность и магнетизм.
В честь Ангстрема назван кратер на Луне. В 1872 году был награждён медалью Румфорда. Иностранный член Лондонского королевского общества (1870), член-корреспондент Парижской академии наук (1873). Отец известного геофизика Кнута Юхана Ангстрема.